# Čebín
Čebín (deutsch Tschebin, früher Tschepin) ist eine Gemeinde in Tschechien. Sie liegt sechs Kilometer südöstlich von Tišnov und gehört zum Okres Brno-venkov.

## Geographie
Čebín befindet sich am südwestlichen Fuße des Hügels Čebínka (433 m) in der Boskowitzer Furche. Das Dorf liegt linksseitig des Baches Čebínský potok gegenüber der Einmündung des Sentický potok. Östlich erheben sich die Zlobice (394 m) und der Převych (364 m), im Südosten der Čebínský kopec (369 m), südlich die Dálka (345 m), im Westen der Sokolí (398 m) und nordwestlich der Stráž.
Nachbarorte sind Drásov im Norden, Malhostovice und Lipůvka im Nordosten, Kuřim und Moravské Knínice im Südosten, Podhájí und Chudčice im Süden, Holasice im Südwesten, Sentice im Westen sowie Březina und Hradčany im Nordwesten.

## Geschichte

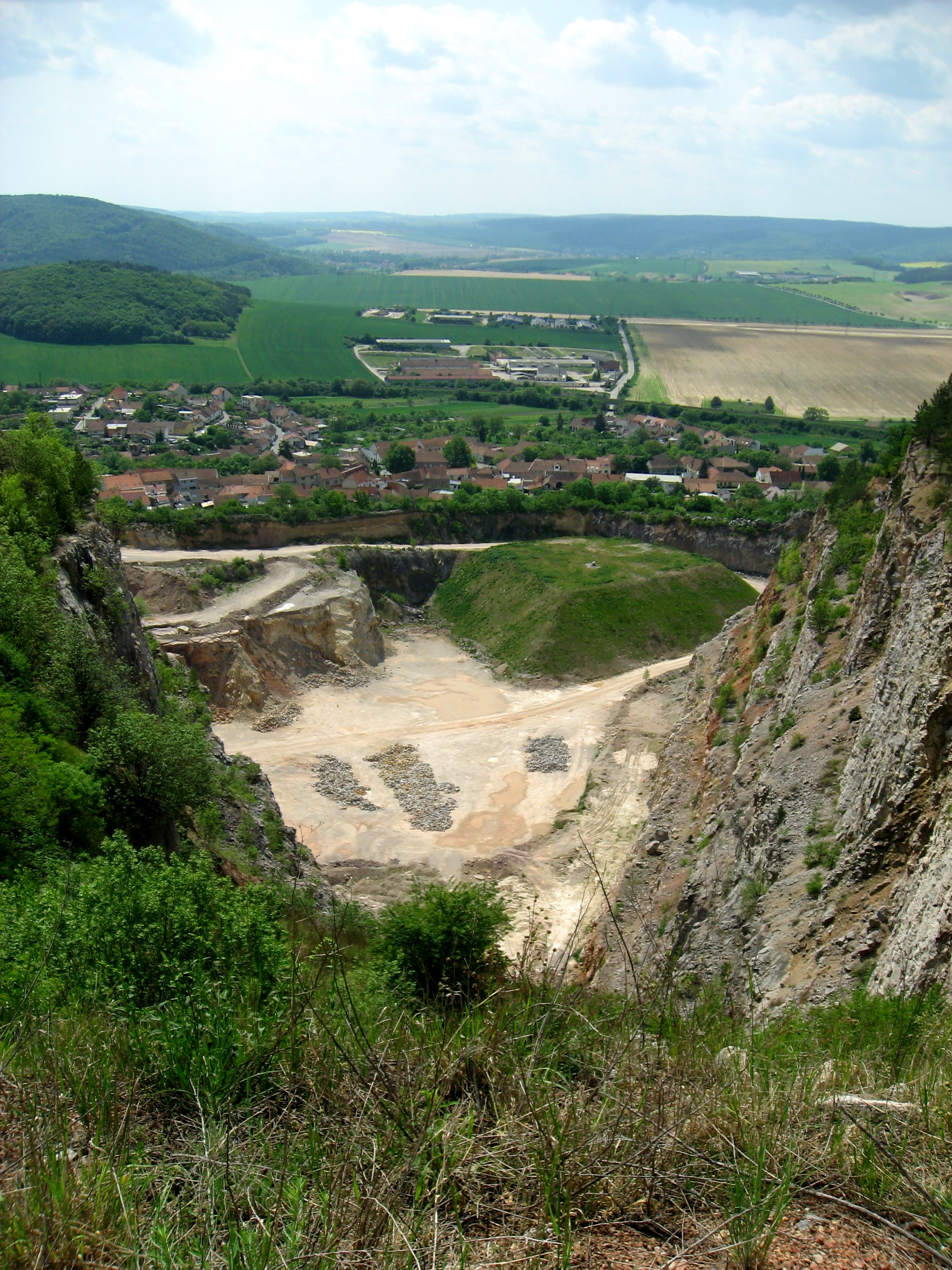
Blick von der Čebínka über den Kalkbruch auf Čebín

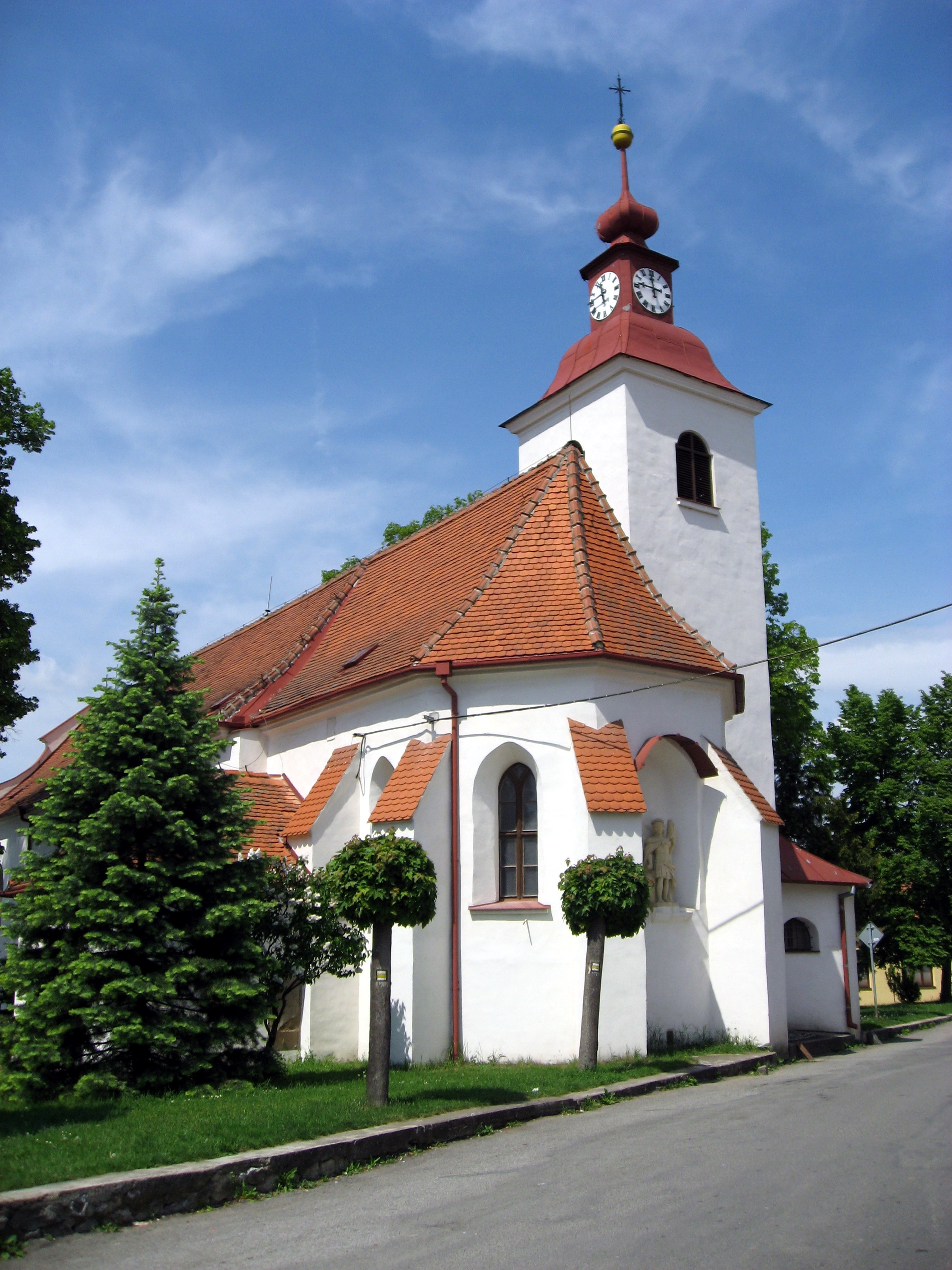
Kirche des hl. Georg

Die erste schriftliche Erwähnung des Ortes erfolgte im Jahre 1353, als die Herren von Čebín einen Hof in Radostice von Kuneš von Měnín kauften. Nach dem Aussterben des Geschlechts von Čebín fielen dessen Güter zum Ende des 14. Jahrhunderts an die Markgrafen von Mähren heim. 1412 verkaufte Jobst von Mähren das Gut Čebín samt allem Zubehör für 300 Schock Prager Groschen an Jan von Lomnice, der es seiner Herrschaft Lomnice zuschlug. Seit der ersten Hälfte des 18. Jahrhunderts wurde in Čebín unterrichtet. Bis zur Mitte des 19. Jahrhunderts blieb Čebín immer nach Lomnice untertänig.
Nach der Aufhebung der Patrimonialherrschaften bildete Čebín ab 1850 eine Gemeinde im Brünner Bezirk und Gerichtsbezirk Tischnowitz. Im Jahre 1880 gründete sich die Freiwillige Feuerwehr und erwarb ein vierrädriges Feuerspritzengespann von Hiller & Witwe. Die 1879 hergestellte Spritze ist noch heute funktionsfähig. 1886 wurde in Čebín ein neues Schulhaus eingeweiht. Seit 1896 gehörte Čebín zum neu gebildeten Bezirk Tischnowitz. Nach der Auflösung des Okres Tišnov kam die Gemeinde mit Beginn des Jahres 1961 zum Okres Brno-venkov. Seit 2003 führt Čebín ein Wappen und Banner. An den Hügeln um Čebín wird seit langer Zeit Kalkstein abgebaut, heute steht am Südhang der Čebínka ein Kalkbruch im Betrieb. Čebín ist heute auch Pfarrort für Sentice.

## Gemeindegliederung
Für die Gemeinde Čebín sind keine Ortsteile ausgewiesen.

## Sehenswürdigkeiten

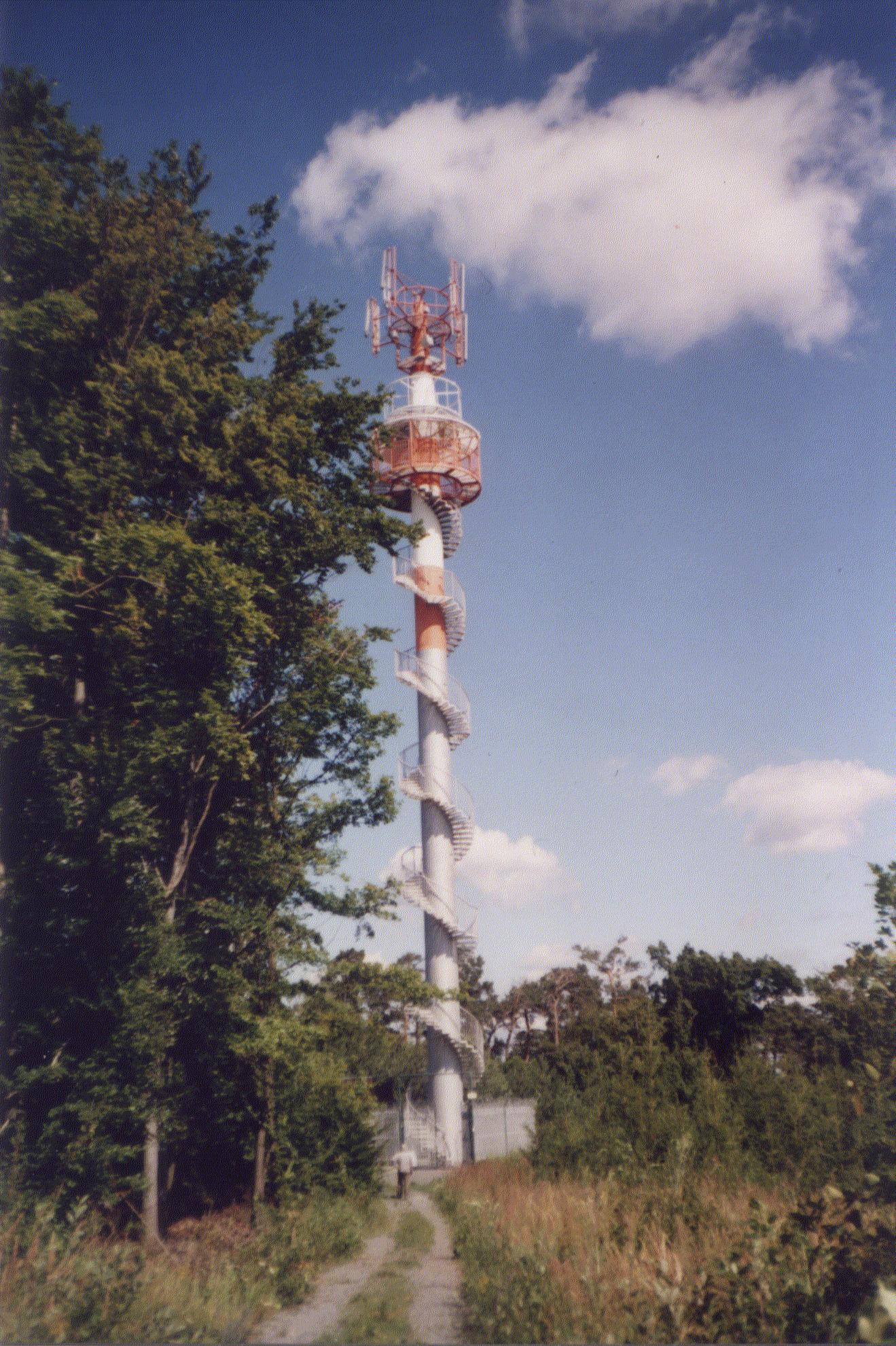
Turm auf der Čebínka

- Pfarrkirche St. Georg, der ursprünglich gotische Bau aus der zweiten Hälfte des 14. Jahrhunderts erhielt seine barocke Gestalt beim Wiederaufbau nach dem Brand von 1772.
- Hügel Čebínka mit mehreren Kalksteinbrüchen. Auf dem Gipfel befindet sich ein 38 m hoher stählerner Telekommunikationssendemast. Im Jahre 2003 wurde in 30 m Höhe eine Aussichtsplattform freigegeben.
- Naturdenkmale Malhostovická pecka und Drásovský kopeček, nordöstlich der Čebínka, zwei Devonkalkriffe mit Population der Hundsrose, Großen Kuhschelle, Rotem Hartriegel, Schlehdorn, Liguster sowie Haselsträuchern.
- Amphitheater im ehemaligen Kalkbruch am Kamínec, südöstlich des Dorfes
- Naturdenkmal Zlobice, östlich von Čebín
- Naturschutzgebiet Na lesní horce, südlich von Čebín
- Dämme der unvollendeten Reichsautobahn Wien-Breslau, südöstlich des Dorfes, der nördlichste Geländeeinschnitt ist seit 1980 als Naturreservat Obůrky-Třeštěnec geschützt.

## Söhne und Töchter der Gemeinde
- Vladimír Kluska (1909–2001), Pädiater und Professor
- Miroslav Jůza (* 1943), Mittelstreckenläufer und tschechoslowakischer Landesmeister
- František Štambachr (* 1953), tschechoslowakischer Fußballspieler